# راديو محمول

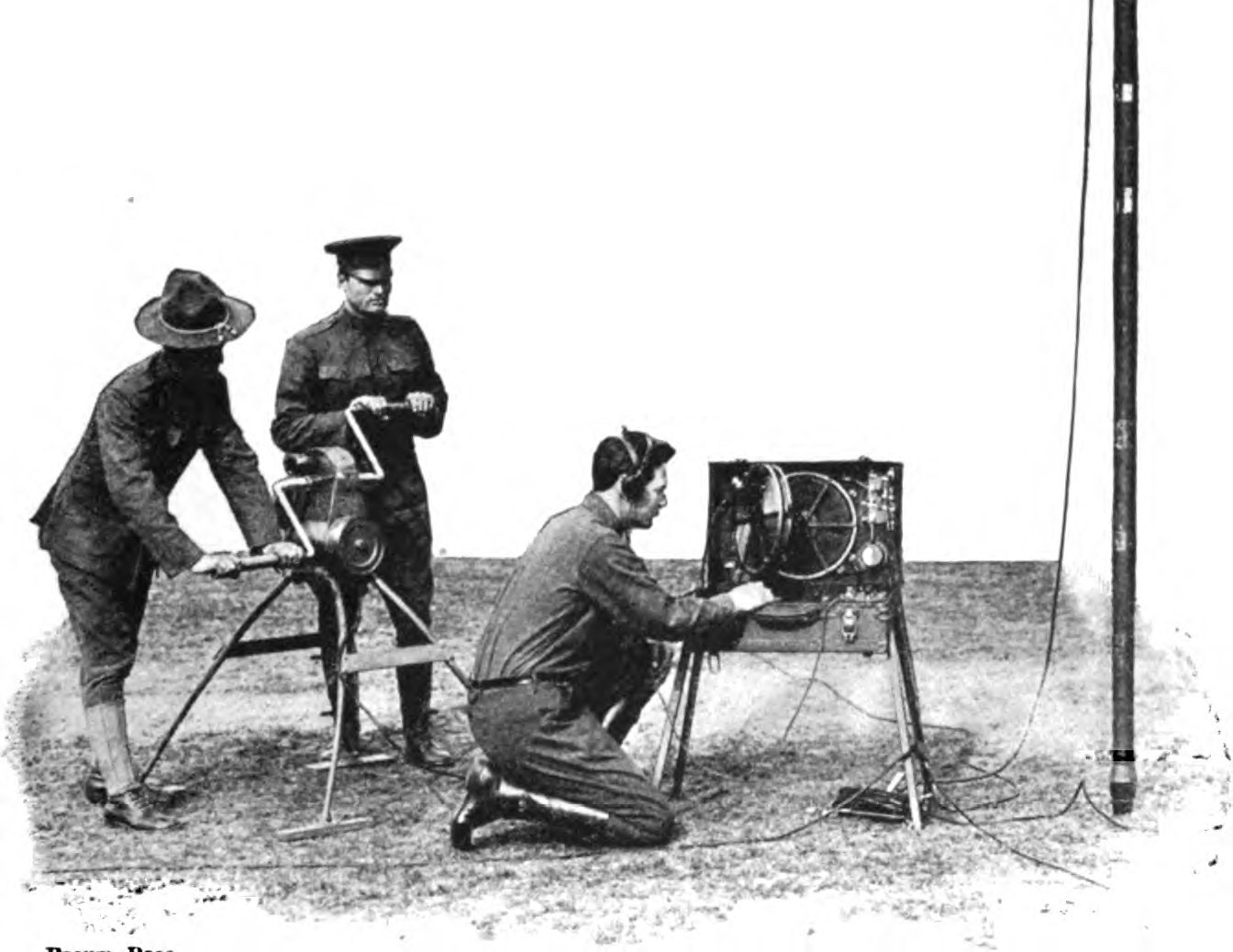
محطة عسكرية لاسلكية محمولة في العام ١٩٢٢، يشغلها جنود من الحرس الوطني الأمريكي.

يشير الراديو المحمول أو الهواتف المحمولة إلى أنظمة وأجهزة الاتصالات اللاسلكية التي تعتمد على الترددات اللاسلكية، (تستخدم عادةً ترددات UHF أو VHF) وحيث يكون مسار الاتصالات متحركًا على أي من الطرفين. هناك مجموعة متنوعة من الآراء حول ما يشكل المعدات المتنقلة. لأغراض الترخيص في الولايات المتحدة، قد تشتمل الهواتف المحمولة معدات محمولة باليد (تسمى أحيانًا محمولة). المصطلح الذي عفا عليه الزمن هو الهاتف الراديوي.
قد يفهم مندوب المبيعات أو محل إصلاح الراديو كلمة موبايل على أنها تعني مركبة: جهاز إرسال واستقبال (مرسل و مستقبل) يستخدم للاتصالات اللاسلكية من السيارة. يستخدم جهاز الإرسال والاستقبال (جهاز الإرسال والاستقبال) للاتصالات اللاسلكية من السيارة. تُركب أجهزة الراديو المحمولة على سيارة مع وجود الميكروفون ولوحة التحكم في متناول السائق عادةً. في الولايات المتحدة، يعمل هذا الجهاز عادةً بواسطة النظام الكهربائي ذي 12 فولت للسيارة المضيفة.
تُركب بعض أجهزة الراديو المحمولة في الطائرات (المتنقلة للطيران)، أو على متن السفن (المتنقلة البحرية)، أو على الدراجات النارية، أو قاطرات السكك الحديدية. قد تختلف الطاقة باختلاف كل منصة. على سبيل المثال، إذا ركب جهاز راديو محمول في قاطرة، فإن طاقة تشغيله قد تصل إلى 72 أو 30 فولت من التيار المستمر. قد تمتلك سفينة كبيرة محطة أساسية مركبة على جسر السفينة بقوة 117 فولت من التيار المتردد.
وفقًا للمادة 1.67 من قانون الاتحاد الدولي للاتصالات، فإن الراديو المحمول هو محطة في خدمة الهاتف المحمول يقصد استخدامها أثناء الحركة أو أثناء التوقف في نقاط غير محددة.

## التفاصيل
غالبًا ما يجري شراء أجهزة الراديو المحمولة التجارية والمهنية من مورِّد المعدات أو التاجر الذي سيقوم موظفوه بتركيب المعدات في سيارات المستخدمين. من الممكن أن يقوم مستخدمو الأساطيل الكبيرة بشراء أجهزة الراديو مباشرة من الشركة المصنعة للمعدات وقد يوظفون كادرهم الفني للتركيب والصيانة.
يتكون الراديو المحمول الحديث من جهاز إرسال واستقبال لاسلكي، موجود في صندوق واحد، وميكروفون مع زر الضغط والتحدث. قد يحتوي كل تثبيت أيضًا على هوائي مركب على السيارة متصل بجهاز الإرسال والإستقبال بواسطة كابل متحد المحور. تحتوي بعض الطرازات على مكبر صوت خارجي منفصل يمكن وضعه وتوجيهه في مواجهة السائق للتغلب على الضوضاء المحيطة في أثناء القيادة. يتعين على عامل التركيب تحديد موقع هذا الجهاز بطريقة لا تتداخل مع فتحة سقف السيارة أو نظام إدارة المحرك الإلكتروني أو كمبيوتر ثبات السيارة أو الأكياس الهوائية.
إن أجهزة الراديو المحمولة المثبتة على الدراجات النارية عرضة للاهتزاز الشديد والطقس. صممت المعدات المهنية المستخدمة على الدراجات النارية لمقاومة العوامل الجوية والاهتزازات. تُستخدم أنظمة تثبيت الصدمات لتقليل تعرض الراديو للاهتزاز الناجم عن اهتزاز الدراجة النارية أو الرنين.
تستخدم بعض أجهزة الراديو المحمولة ميكروفونات أو سماعات رأس تعمل على إلغاء الضوضاء. عند السرعات التي تزيد عن 100 ميل في الساعة، يمكن أن يسبب ضجيج الطرقات والرياح المحيطة صعوبة في فهم الاتصالات اللاسلكية. على سبيل المثال، تحتوي أجهزة الراديو المحمولة الخاصة بدورية الطرق السريعة في كاليفورنيا على ميكروفونات مانعة للضوضاء تقلل من ضوضاء الطريق وصفارات الإنذار التي يسمعها المرسل. تستخدم معظم سيارات الإطفاء وأجهزة الراديو في المعدات الثقيلة سماعات رأس لإلغاء الضوضاء. تحمي سماعات الرأس هذه سمع الراكب وتقلل من ضوضاء الخلفية في الصوت المنقول. تتطلب ميكروفونات إلغاء الضوضاء من المُشغل التحدث مباشرة في مقدمة الميكروفون. تلتقط مصفوفات الثقوب الموجودة في الجزء الخلفي من الميكروفون الضوضاء المحيطة. يطبق هذا الإجراء، خارج الطور، على الجزء الخلفي من الميكروفون، مما يقلل أو يلغي بشكل فعال أي صوت موجود في كلا الاتجاهين الأمامي والخلفي من الميكروفون. من الناحية المثالية، لا يخرج في الهواء إلا الصوت الموجود على الجانب الأمامي من الميكروفون.
تجهز العديد من أجهزة الراديو بأجهزة ضبط وقت انتهاء المهلة التي تحدد طول الإرسال. يعد الميكروفون العالق من عوائق أنظمة الضغط والتحدث:  هوَ راديو مغلق على الإرسال، مما يعرقل الاتصالات في نظام راديو ثنائي الاتجاه. أحد الأمثلة على هذه المشكلة حدث في سيارة مزودة بتركيب راديو ثنائي الاتجاه مخفي إذ كان الميكروفون والسلك الملفوف مخفيين داخل صندوق القفازات. ألقى المشغل الميكروفون في صندوق القفازات وأغلقه، مما تسبب في الضغط على زر "اضغط لتتحدث" وإقفال جهاز الإرسال. في أنظمة سيارات الأجرة، قد ينزعج السائق عندما يقوم المرسل هو أو هي بتعيين مكالمة لسائق آخر وقد يضغط على زر الإرسال عمدًا (والتي يمكن تغريم المالك بسببها من قبل لجنة الاتصالات الفدرالية). ترسل أجهزة الراديو المزودة بمؤقتات المهلة الزمنية المحددة مسبقًا من الوقت، عادةً ما تكون من 30-60 ثانية، بعد ذلك يجري إيقاف تشغيل جهاز الإرسال تلقائيًا وتصدر نغمة عالية من مكبر الصوت. يكون مستوى صوت النغمة في بعض أجهزة الراديو مرتفعًا ولا يمكن ضبطه. بمجرد تحرير زر الضغط والتحدث، تتوقف النغمة ويعاد ضبط المؤقت.
يجري تصنيع معدات الراديو المحمولة وفقًا للمواصفات التي طورتها جمعية الصناعات الإلكترونية/ جمعية صناعة الاتصالات EIA/TIA. طورت هذه الخصائص للمساعدة في طمأنة المستخدم بأن معدات الراديو المحمولة تعمل على النحو المتوقع ولمنع بيع المعدات الرديئة التي يمكن أن تؤدي إلى تدهور الاتصالات وتوزيعها.

## الهوائي
يجب أن يكون للراديو المحمول هوائي مرفق. الهوائيات الأكثر شيوعًا هي أسلاك الفولاذ المقاوم للصدأ أو سياط القضبان التي تبرز عموديًا من السيارة. تحدد الفيزياء طول الهوائي: يتعلق الطول بالتردد ولا يمكن للمستخدم إطالته أو تقصيره بشكل عشوائي (على الأرجح). يمكن أن يصل طول الهوائي "ربع الموجة" القياسي في نطاق 25-50 ميجاهرتز إلى أكثر من تسعة أقدام. قد يبلغ طول هوائي 900 ميجاهرتز ثلاث بوصات لربع طول موجي. قد يكون للحافلة العابرة هوائي متين، يشبه شفرة أو زعنفة بلاستيكية بيضاء، على سطحها. تحتوي بعض المركبات المزودة بتركيبات راديو مخفية على هوائيات مصممة لتبدو مثل هوائي AM / FM الأصلي، أو مرآة الرؤية الخلفية، أو يمكن تثبيتها داخل النوافذ، أو إخفاؤها على حوض الأرضية أو الجانب السفلي للسيارة.